# Carucha Lagorio
Carucha Lagorio (Buenos Aires, Argentina; 1924- Idem; 26 de agosto de 1999) fue una actriz argentina de cine, teatro y televisión.

## Carrera
Lagorio fue una actriz dedicada exclusivamente al teatro, pero sobre todo a la televisión. Al ser esposa de uno de los más importantes directores de la pantalla chica le permitió intervenir en papeles principales en varios ciclos como Teatro como en el teatro, que hizo desde 1964 hasta 1967, pero que luego retomó en 1973 hasta 1975; Los especiales de ATC (1980-1981), Como en el teatro (1982); y La comedia del domingo (1982-1983). También intervino en películas para televisión como Un beso muy peligroso (1982) con Nelly Beltrán, Gabriela Gili y Maurice Jouvet; Quien sedujo a mi mujer? (1982) junto a Patricia De Biaggi, Raúl Filippi, y Gabriela Gili; Un amor sacrificado (1982), con Elsa Berenguer y Gabriela Gilli. Todas ella dirigidas por su esposo.
En 1981 iba a actuar en un especial para televisión con dirección de Fortuna Olazábal, libro de Nicola Mazzari, y con Mónica Jouvet, Graciela Pal y Ricardo Bauleo como protagonistas. Dicho proyecto se postergó debido a la repentina y trágica muerte de Mónica.
En cine tuvo una dos actuaciones  como actriz de reparto en las película La mano en la trampa, en 1961, con dirección de Leopoldo Torre Nilsson, protagonizada por Elsa Daniel, Francisco Rabal, Leonardo Favio y María Rosa Gallo; y en Delito con dirección de Ralph Pappier,y protagónicos de Claude Martin, Elida Gay Palmer y Homero Cárpena.
En teatro actuó en algunas obras como La sarna en 1970, estrenada en el Teatro Empire, protagonizada por Silvia Montanari,Rodolfo Ranni y Juan Carlos Galván; con dirección de Olazábal.

## Vida privada
Se casó con el actor, adaptador, productor y directos televisivo y teatral Nino Fortuna Olazábal con quien convivió por varias décadas hasta su fallecimiento en 1999. Junto a él tuvo un hijo llamado Julio, quien también incursionó como actor junto a Juan Carlos Calabró en la película Gran Valor en la Facultad de Medicina (1981).

## Televisión
- ?: Un escalón… y el cielo
- ?: Burro de carga
- 1982: Un amor sacrificado
- 1982: Quien sedujo a mi mujer?
- 1982: 'Un beso muy peligroso
- 1982: La comedia del domingo
- 1982: Como en el teatro
- 1980/1981: Los especiales de ATC
- 1973/1975: Teatro como en el teatro
- 1964/1967: Teatro como en el teatro

## Filmografía
- 1962: Delito
- 1961: La mano en la trampa.

## Teatro
- 1970: La sarna  (Teatro Astral).